# Top 1000 Allertijden
De Top 1000 Allertijden (officieel: Radio Veronica's Top 1000 Allertijden) is een jaarlijks terugkerende lijst van duizend favoriete platen van Radio Veronica-luisteraars. De lijst wordt sinds 2003 uitgezonden in december, als voortzetting van de Top 100 Allertijden die eind jaren 60 ontstond.

## Geschiedenis
Radio Veronica kreeg in 2003 een van de nieuwe etherfrequenties, waarna al snel het idee ontstond om de oude Top 100 aller tijden nieuw leven in te blazen. Er was echter één probleem: de rechten op de lijst waren nog altijd in handen van de HMG, die inmiddels zelf een radiozender in de vorm van Yorin FM had. Omdat deze rechten niet konden worden overgedragen, moest het ‘nieuwe’ Radio Veronica met een alternatief komen. Gezien het succes van de Top 2000 van NPO Radio 2 werd al snel gekozen voor een veel langere lijst dan een top 100: de Top 1000 Allertijden. Let op de verschillende schrijfwijze; de HMG had ook de rechten op de naam “aller tijden”, zodat Veronica koos voor één woord: “Allertijden”, hoewel dat taalkundig niet correct is. 
De eerste Radio Veronica's Top 1000 Allertijden werd uitgezonden van 25 t/m 31 december 2003, als directe concurrent met de Top 2000. De lijst werd promotioneel ondersteund met onder meer artikelen in het Veronica Magazine en een apart verkrijgbaar gedrukt exemplaar. In de jaren daarna verschoof de uitzendtijd naar de periode vóór 25 december, zodat de lijst niet meer tegelijkertijd met de Top 2000 werd uitgezonden. Sinds 2017 wordt de lijst zelfs al in november uitgezonden. Radio Veronica hoopte hiermee nog meer luisteraars te trekken.
Sinds 2005 wordt de Top 1000 Allertijden in de zomer van het daaropvolgende jaar nog eens herhaald. In 2014 wordt dit echter niet in de zomer, maar in het voorjaar gedaan.

## Verschillen tussen Top 2000 en Top 1000
Aan beide lijsten is duidelijk te merken dat NPO Radio 2 en Radio Veronica een verschillende doelgroep hebben. In de Top 1000 komen nauwelijks nummers voor uit de periode van voor 1975, terwijl in de Top 2000 nummers van na 1995 relatief weinig vertegenwoordigd waren (zeker in de hoogste regionen). In latere edities van de Top 2000 zijn deze nummers wel meer vertegenwoordigd. Platen die niet of nauwelijks worden gedraaid op Radio Veronica zijn bijna niet te vinden in de Top 1000, iets wat in mindere mate geldt voor de Top 2000 van NPO Radio 2. 
Verschillen zijn onder meer Avond van Boudewijn de Groot, dat in de Top 2000 een groot succes is, maar in de Top 1000 niet voorkwam tot 2021 (plaats 114). Ook ontbreken er in de Top 1000 de nodige (lange) albumtracks zoals Telegraph Road van Dire Straits (tot 2019) of Echoes van Pink Floyd (tot 2021): nummers die wel altijd hoog in de Top 2000 te vinden zijn. Andersom stond Smells Like Teen Spirit van Nirvana al vanaf het begin hoog genoteerd in de Top 1000 Allertijden, maar pas vanaf 2005 in de Top 2000.

## Top 10
| Jaar / positie | 1                                     | 2                           | 3                               | 4                               | 5                                         | 6                                         | 7                                         | 8                                    | 9                                         | 10                                     |
| -------------- | ------------------------------------- | --------------------------- | ------------------------------- | ------------------------------- | ----------------------------------------- | ----------------------------------------- | ----------------------------------------- | ------------------------------------ | ----------------------------------------- | -------------------------------------- |
| 2003           | Guns N' Roses November Rain           | Queen Bohemian Rhapsody     | Eagles Hotel California         | Deep Purple Child in Time       | Led Zeppelin Stairway to Heaven           | Metallica Nothing Else Matters            | Meat Loaf Paradise by the Dashboard Light | Golden Earring Radar Love            | Phil Collins In the Air Tonight           | Bryan Adams Summer of '69              |
| 2004           | Guns N' Roses November Rain           | Queen Bohemian Rhapsody     | Eagles Hotel California         | Phil Collins In the Air Tonight | Led Zeppelin Stairway to Heaven           | Meat Loaf Paradise by the Dashboard Light | Metallica Nothing Else Matters            | Pink Floyd Another Brick in the Wall | U2 With or Without You                    | Supertramp School                      |
| 2005           | Queen Bohemian Rhapsody               | Guns N' Roses November Rain | Coldplay Clocks                 | Eagles Hotel California         | Led Zeppelin Stairway to Heaven           | U2 With or Without You                    | Phil Collins In the Air Tonight           | Golden Earring Radar Love            | Meat Loaf Paradise by the Dashboard Light | Robbie Williams Angels                 |
| 2006           | Queen Bohemian Rhapsody               | Metallica One               | Guns N' Roses November Rain     | Coldplay Clocks                 | U2 With or Without You                    | Golden Earring Radar Love                 | Phil Collins In the Air Tonight           | Robbie Williams Angels               | Meat Loaf Paradise by the Dashboard Light | Dire Straits Brothers in Arms          |
| 2007           | U2 One                                | Guns N' Roses November Rain | Queen Bohemian Rhapsody         | Led Zeppelin Stairway to Heaven | Robbie Williams Angels                    | Metallica One                             | Meat Loaf Paradise by the Dashboard Light | Dire Straits Brothers in Arms        | Golden Earring Radar Love                 | Coldplay Clocks                        |
| 2008           | Guns N' Roses November Rain           | Coldplay Clocks             | U2 One                          | Queen Bohemian Rhapsody         | Phil Collins In the Air Tonight           | Metallica One                             | Meat Loaf Paradise by the Dashboard Light | Supertramp School                    | Robbie Williams Angels                    | Bryan Adams Summer of '69              |
| 2009           | Guns N' Roses November Rain           | U2 One                      | Coldplay Clocks                 | Metallica One                   | Queen Bohemian Rhapsody                   | Bryan Adams Summer of '69                 | Robbie Williams Angels                    | Supertramp School                    | Michael Jackson Thriller                  | Nirvana Smells Like Teen Spirit        |
| 2010           | Coldplay Clocks                       | Guns N' Roses November Rain | Robbie Williams Angels          | Nirvana Smells Like Teen Spirit | U2 One                                    | Queen Bohemian Rhapsody                   | Metallica One                             | Phil Collins In the Air Tonight      | Bryan Adams Summer of '69                 | Supertramp School                      |
| 2011           | Coldplay Viva la Vida                 | Guns N' Roses November Rain | Nirvana Smells Like Teen Spirit | U2 One                          | Meat Loaf Paradise by the Dashboard Light | Robbie Williams Angels                    | Metallica One                             | Queen Bohemian Rhapsody              | Coldplay Clocks                           | Red Hot Chili Peppers Under the Bridge |
| 2012           | Guns N' Roses November Rain           | Coldplay Viva la Vida       | U2 One                          | Nirvana Smells Like Teen Spirit | Queen Bohemian Rhapsody                   | Robbie Williams Angels                    | Metallica One                             | Bryan Adams Summer of '69            | Coldplay Clocks                           | Led Zeppelin Stairway to Heaven        |
| 2013           | Guns N' Roses November Rain           | Queen Bohemian Rhapsody     | Coldplay Clocks                 | Pearl Jam Alive                 | U2 One                                    | Led Zeppelin Stairway to Heaven           | Adele Rolling in the Deep                 | Metallica One                        | Robbie Williams Angels                    | Eagles Hotel California                |
| 2014           | Queen Bohemian Rhapsody               | Guns N' Roses November Rain | U2 One                          | Pearl Jam Alive                 | Coldplay Clocks                           | Dire Straits Brothers in Arms             | Metallica One                             | Eagles Hotel California              | Michael Jackson Thriller                  | Kings of Leon Sex on Fire              |
| 2015           | Queen Bohemian Rhapsody               | Guns N' Roses November Rain | Coldplay Clocks                 | Dire Straits Brothers in Arms   | Michael Jackson Thriller                  | U2 One                                    | Pearl Jam Alive                           | John Lennon Imagine                  | Adele Rolling in the Deep                 | Golden Earring Radar Love              |
| 2016           | Prince and The Revolution Purple Rain | Coldplay Viva la Vida       | Guns N' Roses November Rain     | Queen Bohemian Rhapsody         | Michael Jackson Thriller                  | U2 One                                    | Pearl Jam Alive                           | Adele Rolling in the Deep            | David Bowie Let's Dance                   | Bryan Adams Summer of '69              |
| 2017           | Coldplay Viva la vida                 | Guns N' Roses November Rain | U2 One                          | Queen Bohemian Rhapsody         | Michael Jackson Thriller                  | Pearl Jam Alive                           | Dire Straits Brothers in Arms             | Kensington Streets                   | Bryan Adams Summer of '69                 | Adele Rolling in the Deep              |
| 2018           | Queen Bohemian Rhapsody               | Guns N' Roses November Rain | Michael Jackson Thriller        | U2 One                          | Eagles Hotel California                   | Coldplay Clocks                           | Bryan Adams Summer of '69                 | Pearl Jam Alive                      | Dire Straits Brothers in Arms             | Toto Africa                            |
| 2019           | Queen Bohemian Rhapsody               | Guns N' Roses November Rain | Metallica One                   | Eagles Hotel California         | Coldplay Clocks                           | Toto Africa                               | U2 One                                    | Michael Jackson Thriller             | Prince and The Revolution Purple Rain     | Pearl Jam Alive                        |
| 2020           | Queen Bohemian Rhapsody               | Guns N' Roses November Rain | Eagles Hotel California         | AC/DC Thunderstruck             | Prince and The Revolution Purple Rain     | Billy Joel Piano Man                      | Metallica One                             | Toto Africa                          | Led Zeppelin Stairway to Heaven           | Coldplay Fix You                       |
| 2021           | Pearl Jam Black                       | Danny Vera Roller Coaster   | Led Zeppelin Stairway to Heaven | Queen Bohemian Rhapsody         | Prince and The Revolution Purple Rain     | Pink Floyd Comfortably Numb               | Coldplay Fix You                          | Eagles Hotel California              | Golden Earring Radar Love                 | Billy Joel Piano Man                   |
| 2022           | Pearl Jam Black                       | Pink Floyd Comfortably Numb | Queen Bohemian Rhapsody         | Led Zeppelin Stairway to Heaven | Eagles Hotel California                   | Danny Vera Roller Coaster                 | Deep Purple Child in Time                 | Metallica Master of Puppets          | Prince and The Revolution Purple Rain''   | Golden Earring Radar Love              |
| 2023           | Golden Earring Radar Love             | Pearl Jam Black             | Eagles Hotel California         | Danny Vera Roller Coaster       | Led Zeppelin Stairway to Heaven           | Toto Africa                               | Pink Floyd Comfortably Numb               | Queen Bohemian Rhapsody              | Pink Floyd Wish You Were Here             | Billy Joel Piano Man                   |
| 2024           | Golden Earring Radar Love             | Pearl Jam Black             | Eagles Hotel California         | Danny Vera Roller Coaster       | Toto Africa                               | Led Zeppelin Stairway to Heaven           | Queen Bohemian Rhapsody                   | Coldplay Fix You                     | Billy Joel Piano Man                      | Pink Floyd Comfortably Numb            |

## Top 1000 Allertijden 2003
De eerste Top 1000 Allertijden werd uitgezonden van 25 t/m 31 december 2003.

## Top 1000 Allertijden 2004
De tweede editie van de lijst werd uitgezonden van 20 t/m 26 december 2004. Gekozen werd voor een vroeger tijdstip dan de Top 2000, om beter te concurreren met deze lijst (die van 26 t/m 31 december werd uitgezonden).

## Top 1000 Allertijden 2005
De derde editie van de lijst werd uitgezonden van 19 t/m 26 december 2005.
Voor het eerst konden luisteraars tot op het laatste moment nog de top 3 vaststellen. De drie platen die daarvoor in aanmerking kwamen waren Clocks van Coldplay, Bohemian Rhapsody van Queen en November Rain van Guns N' Roses. Stemmen op deze drie platen kon via sms en internet. Op 26 december, tijdens het laatste uur van de Top 1000, werd de uiteindelijke top 3 bekendgemaakt. Deze extra stemronde werd ook toegepast in 2006 en 2007.

## Top 1000 Allertijden 2006
De vierde editie van de lijst werd uitgezonden van 3 t/m 9 december 2006. Luisteraars konden tot op het laatste moment nog de top 3 vaststellen door te stemmen via sms en internet.

## Top 1000 Allertijden 2007
De vijfde editie van de lijst werd uitgezonden van 9 t/m 15 december 2007.
De definitieve volgorde van de top 3 werd tijdens de uitzendweek bepaald door middel van sms- en internetstemmen op de drie platen waar de top 3 uit ging bestaan. Dat waren One van U2 (opvallend, want in 2006 ‘slechts’ op nummer 21), Bohemian Rhapsody van Queen en November Rain van Guns N' Roses. Stemmen kon tot en met 15 december 2007, de dag waarop de top 100 werd uitgezonden.
De laatste drie uren van de Top 1000 werden op 15 december gepresenteerd door oud-Veronica-dj Erik de Zwart.

## Top 1000 Allertijden 2008
De zesde editie van de lijst werd uitgezonden van 14 t/m 20 december 2008.

## Top 1000 Allertijden 2009
Vanaf 26 oktober kon gestemd worden op de zevende editie van de lijst. De uitzending was van 13 t/m 19 december 2009.
Grootste stijger naar de top 10: Thriller – Michael Jackson (van 53 naar 9)
Grootste stijger naar de top 100: Viva La Vida – Coldplay (van 494 naar 18).

## Top 1000 Allertijden 2010
Vanaf 25 oktober kon gestemd worden op de achtste editie van de lijst. De uitzending was van 12 t/m 18 december 2010.
- Voor het eerst staat er een nummer uit de 21e eeuw op nummer 1.
- Grootste stijger naar de top 10: In the Air Tonight – Phil Collins (van 11 naar 8)
- Grootste stijger naar de top 100: Use Somebody – Kings of Leon (van 559 naar 69).
- Hoogste nieuwe binnenkomer: I Gotta Feeling – Black Eyed Peas (nummer 368).

## Top 1000 Allertijden 2011
De negende editie van de lijst werd uitgezonden van 9 t/m 17 december 2011.
Voor het eerst heeft een band met twee verschillende nummers op 1 gestaan. Dit is Coldplay; in 2010 stonden ze met Clocks op 1 en dit jaar met Viva la Vida.
Grootste stijger naar de top 10: Paradise by the Dashboard Light – Meat Loaf (van 44 naar 5)
Grootste stijger naar de top 100: Sex on Fire – Kings of Leon (van 484 naar 39).
Grootste stijger: Valerie – Mark Ronson & Amy Winehouse (van 964 naar 300).
Hoogste nieuwe binnenkomers:
- Rolling in the Deep – Adele (nummer 70)
- Somebody That I Used to Know – Gotye & Kimbra (153)
- The Great Escape – Ilse DeLange (217)
- Hello – Martin Solveig & Dragonette (235)
- Paradise – Coldplay (278).

## Top 1000 Allertijden 2012
De tiende editie van de lijst werd uitgezonden van 7 t/m 15 december 2012.

## Top 1000 Allertijden 2013
De elfde editie van de lijst werd uitgezonden van 6 t/m 14 december 2013.

## Top 1000 Allertijden 2014
De twaalfde editie van de lijst werd uitgezonden van 5 t/m 13 december 2014.

## Top 1000 Allertijden 2015
De dertiende editie van de lijst werd uitgezonden van 4 tot en met 11 december 2015. De bovenste 100 hiervan werden op 25 maart 2016 herhaald.

## Top 1000 Allertijden 2016
De veertiende editie van de lijst werd uitgezonden van 3 t/m 9 december 2016.

## Top 1000 Allertijden 2017
De vijftiende editie van de lijst werd uitgezonden van 25 november t/m 1 december 2017.

## Top 1000 Allertijden 2018
De zestiende editie van de lijst werd uitgezonden van 19 t/m 30 november 2018.
- Meeste noteringen: U2 met 24 noteringen
- Hoogste nieuwe binnenkomer: Whatever It Takes – Imagine Dragons (nummer 105).

## Top 1000 Allertijden 2019
De zeventiende editie van de lijst werd uitgezonden van 11 t/m 15 en van 18 t/m 22 november 2019.

## Top 1000 Allertijden 2020
De achttiende editie van de lijst werd uitgezonden van 16 t/m 27 november 2020.

## Top 1000 Allertijden 2021
Van 5 t/m 18 november kon er gestemd worden op de negentiende editie van de lijst. Voor het eerst telden de nummers 1 t/m 3 van iemands stemlijst (met minimaal 5 en maximaal 25 platen) respectievelijk 5, 3 en 2 keer mee. De uitzending vond plaats van 19 t/m 26 november 2021.
De lijst bevat 382 platen die er in 2020 niet in stonden, waarvan er 281 nog nooit in de lijst voorkwamen. Voor het eerst stond Avond van Boudewijn de Groot in de lijst: op nummer 114. In de Top 2000 van NPO Radio 2 staat deze in de top 10 vanaf 2003 tot en met ten minste 2020. De binnenkomers in de top 100 waren:
- Gimme Shelter – The Rolling Stones (nummer 19)
- Impossible (Orchestral Version Live At Abbey Road) – Nothing but Thieves (31)
- Eagle – ABBA (55)
- Time to Give – White Lies (65)
- Jungleland – Bruce Springsteen (66)
- Thinking of a Place – War on Drugs (73)
- Under the Pressure – War on Drugs (98)
- Paranoid Android – Radiohead (100)

## Top 1000 Allertijden 2024
Deze editie werd uitgezonden van 22 t/m 29 november 2024. Dit was tevens de laatste omdat Radio Veronica op 11 augustus 2025 een nieuwe lijst aankondigde, De Top 3000. Deze is voor het eerst te horen in september 2025.

## Andere lijsten van Radio Veronica
Behalve de Top 1000 Allertijden zendt Radio Veronica met enige regelmaat ook andere lijsten uit. Dit zijn:
- De 80s Top 880 (880 populairste platen van de jaren 80)
- De 90s Top 590 (590 populairste platen van de jaren 90)
- De Album Top 500 Allertijden
- De Download Top 750 (de 750 meest gedownloade platen van minimaal vijf jaar oud, wordt niet meer uitgezonden)

Met uitzondering van de Download Top 750 worden de lijsten op dezelfde wijze samengesteld als de Top 1000 Allertijden, dat wil zeggen via publieksstemmen. De Download Top 750 werd samengesteld aan de hand van gegevens van (legale) downloads in Nederland. Platen moesten minimaal vijf jaar oud zijn om in aanmerking te komen voor deze lijst.
Lijsten die ooit zijn uitgezonden maar niet zijn voortgezet, zijn onder meer de Rock Top 100, de Dance Classics Top 100 en de '70s Top 370.

## Albums
De Veronica Top 1000 Allertijden-albums zijn oorspronkelijk begonnen als de albums van de Top 100 Aller Tijden, waarvan er 10 edities waren uitgebracht. In 2007 werd het eerste Veronica Top 1000 Allertijden-album uitgebracht. Onderstaand alle edities van de Veronica Top 1000 Allertijden tot 2018, incl. de Album Top 1000.
| Editie                                                          | Verschijningsjaar |
| --------------------------------------------------------------- | ----------------- |
| Veronica Top 1000 Allertijden (5-dubbel-cd)                     | 2007              |
| Veronica Top 1000 Allertijden (5-dubbel-cd)                     | 2008              |
| Veronica Top 1000 Allertijden (5-dubbel-cd)                     | 2009              |
| Veronica Album Top 1000 Allertijden (4-dubbel-cd)               | 2009              |
| Veronica Top 1000 Allertijden (5-dubbel-cd)                     | 2010              |
| Veronica Top 1000 Allertijden (8-dubbel-cd)                     | 2011              |
| Veronica Album Top 1000 Allertijden (4-dubbel-cd)               | 2011              |
| Veronica Top 1000 Allertijden – The Long Versions (8-dubbel-cd) | 2012              |
| Veronica Top 1000 Allertijden (3-dubbel-cd + boek)              | 2012              |
| Veronica Album Top 1000 Allertijden (6-dubbel-cd)               | 2013              |
| Veronica Top 1000 Allertijden (5-dubbel-cd)                     | 2014              |
| Veronica Top 1000 Allertijden (5-dubbel-cd)                     | 2015              |
| Veronica Top 1000 Allertijden (5-dubbel-cd)                     | 2016              |
| Veronica Top 1000 Allertijden (5-dubbel-cd)                     | 2017              |
| Veronica Top 1000 Allertijden (5-dubbel-cd)                     | 2018              |

## Kritiek
De Top 1000 Allertijden krijgt regelmatig kritiek te verduren, onder meer vanwege het kennelijk weigeren of tegenhouden van bepaalde platen en/of genres. Zo staan Nederlandstalige platen nauwelijks in de lijst. Hetzelfde geldt voor platen die normaliter niet op Veronica worden gedraaid. De opmerking dat de Top 1000 Allertijden slechts een weerspiegeling is van het format van Radio Veronica wordt dan ook nogal eens gemaakt. De samenstellers van de lijst weerspreken deze kritiek door te zeggen dat de lijst simpelweg een weerspiegeling is van waar op gestemd wordt.